# アザニア人民機構
アザニア人民機構（アザニアじんみんきこう、アフリカーンス語: 英語: Azanian People's Organisation、略称:AZAPO）は、南アフリカ共和国の政党、政治団体。1978年スティーヴ・ビコ、Onkgopotse Tiro、Vuyelwa Mashalabaらの黒人意識運動に影響を受けて結成された。

1978年黒人人民会議（BPC）、南アフリカ学生機構（SASO）、黒人共同体プログラム（BCP）によって結成。

## 選挙結果
| 選挙   | 得票数 | 得票率(%) | 議席 |
| ------ | ------ | --------- | ---- |
| 2014年 | 20,421 | 0.11      | 0    |
| 2009年 | 38,245 | 0.22      | 1    |
| 2004年 | 39,116 | 0.25      | 1    |
| 1999年 | 27,257 | 0.17      | 1    |